# El Salto (Jalisco)
El Salto es una ciudad de la región Centro del estado de Jalisco, México, siendo la cabecera del municipio homónimo. Forma parte de la zona metropolitana de Guadalajara. Se encuentra aproximadamente a 25 km al sur de Guadalajara. Según el censo de población del año 2020, la ciudad de El Salto tiene un total de 27 876 habitantes.

## Historia
En 1530, el conquistador español de México, Hernán Cortés, comisiona a Nuño de Guzmán para conquistar "tierras adentro". Este parte a la conquista del reino de Michoacán, aventurándose a conquistar nuevas tierras se lanzó hacia el Occidente. Así el 20 de enero de 1530, la expedición cruza el río Lerma por Cuitzeo y caminando hacia el noroeste, se presenta frente a Tonalá el 24 de marzo, posesionándose del poblado, uno de los mayores de la comarca, quedando toda la región subyugada al reino español. Al día siguiente 25 de marzo, Nuño de Guzmán, toma posesión en nombre del Rey de España de las comarcas al sur del río Santiago y al norte y oeste del Lago de Chapala, reservando para sí título de encomienda, adueñándose de los Valles de Toluquilla y Tonalá.
Diego de Porres Baranda, uno de los hombres más ricos de la Nueva Galicia quien había adquirido sus primeras tierras en el valle de Cocula en 1580 y se había convertido en uno de los proveedores de productos alimenticios más importantes de Guadalajara en la primera década del siglo XVII, en real audiencia realizada el 28 de febrero de 1606 recibe un Mayorazgo de acuerdo al mandamiento acordado por el Sr. Presidente de la Real Audiencia Alonso Pérez Mechana, en el cual se le otorgaba “un sitio de estancia para ganado menor y cinco caballerías de tierra en jurisdicción del pueblo y Valle de Santa Fe, entre este y el de Juanacatlán.
En el siglo XVII la hacienda de Toluquilla se extendía desde el pueblo de Analco hasta la caída de agua de El Salto de Juanacatlán y era una de las haciendas más grandes pertenecía a la Compañía de Jesús o Jesuitas, instituto religioso de clérigos. En junio de 1767, el Rey Carlos III, promulga su Real Decreto, donde expulsa a todos los clérigos de la Compañía de Jesús, de Territorio Español, quedando la Hacienda de Toluquilla en manos de don Francisco Javier de Vizcarra, primer Marqués de Pánuco.
En 1818, se registra la existencia de la hacienda de "Jesús María". La hacienda tenía una característica muy especial, ahí se encontraba el famoso Salto de Juanacatlán, imponente caída de agua que realiza en este lugar el río grande de Santiago. Esa caída que alcanzaba casi los veinte metros de altura y cuya cortina tenía más de ciento treinta metros de largo.
En 1836, Francisco Martínez Negrete Ortiz de Rozas, inmigrante vasco originario de Lanestosa, región de Vizcaya en España y muy importante comerciante de la época avecindado en Guadalajara, adquiere la Hacienda de “El Castillo”. Las tierras las transforma en tierras de riego aprovechando las aguas del Río Grande Santiago y siembra caña, garbanzo y alfalfa. Al margen izquierdo del río Grande Santiago, cerca de la caída de agua se instaló un trapiche movido por fuerza animal y se canalizó el agua para regar los surcos de caña. Ya terminado el producto se transportaba a Guadalajara en carretas jaladas por yunta de bueyes. A dicho lugar se le empezó a llamar la hacienda “El Molino”. Con el rancho “El Castillo” y posteriormente la Hacienda de "Jesús María", el rancho “La Azucena” y la Hacienda de “El Molino” se formó lo que ahora se conoce como el Salto.

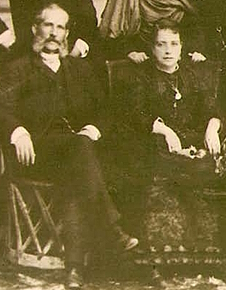
José María y Dolores Bermejillo Martínez Negrete

Al fallecer Francisco Martínez Negrete Ortiz de Rozas las haciendas con una extensión de 12 319 hectáreas las hereda a su hija mayor María Dolores Martínez Negrete y Alba, casada con don José María Bermejillo Ibarra un próspero comerciante y empresario español proveniente del poblado de Balmaseda en la región de Vizcaya en España. Don José María Bermejillo decidió cultivar trigo y le pidió a don Eduardo Collignon construir al margen izquierdo del río Grande Santiago, un edificio en el cual instaló un molino de harina llamado del “Sagrado Corazón”, además de construir casas para los trabajadores. Era tal el entusiasmo por el molino, que decidió construir una hacienda cerca de este, de dos niveles y con vista a la preciosa cascada de El Salto de Juanacatlán.

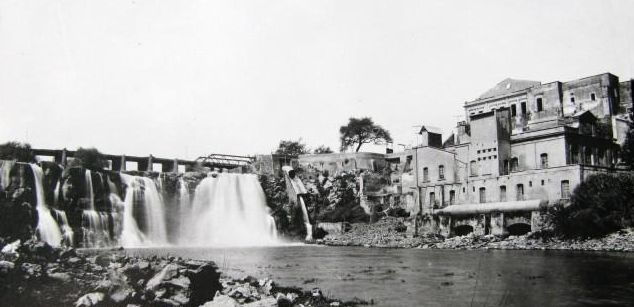
Hacienda de Jesús María y Planta Hidroeléctrica al pie de la cascada del Salto

En el año de 1889, se empieza a edificar la Fábrica “Río Grande”, propiedad de Francisco Martínez Negrete y Alba, hijo de don Francisco Martínez Negrete Ortiz de Rozas, los terrenos para la instalación de la fábrica se compraron a doña Dolores Martínez Negrete. Ese mismo año, don José María Bermejillo, pide permiso para tener una vía férrea hasta la fábrica Río Grande en construcción. Para 1892 la Compañía de Luz y Fuerza Motriz Eléctrica de Guadalajara S.A., de la cual era socio don José María Bermejillo obtiene de la Secretaría de Fomento una concesión para aprovechar las aguas del Río Santiago, en El Salto de Juanacatlán, construyendo la primera planta hidroeléctrica de servicio público en la República Mexicana e instalando en ella un generador de corriente alterna monofásica de 375 kilovatios y tres generadores de corriente continúa de 80 kilovatios cada uno, accionados por tres turbinas hidráulicas de 500 caballos cada una, la transmisión mecánica entre ellas por medio de cables que originalmente fueron de cáñamo y posteriormente de hilaza. El 24 de junio de 1893 se inaugura la planta hidroeléctrica estando presentes altos personajes del Estado, como el gobernador de Jalisco, Ing. Luis C. Curiel, el presidente de Guadalajara, Lucio I. Gutiérrez y otros personajes de esa época.

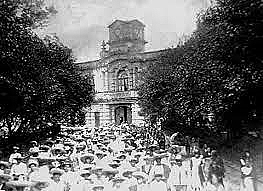
Fabrica de Hilados y Tejidos de Rio Grande

El 17 de mayo de 1896 comienza a trabajar la Fábrica de hilados y tejidos “Río Grande” con la razón social de Compañía Industrial Manufacturera, este es uno de los últimos proyectos industriales del siglo XIX en Jalisco, llegando gente de muchas partes de la república mexicana. Su construcción cuenta con un estilo que corresponde al Porfiriato. Consecuentemente se construye la colonia “Las Cuadras” casas para los obreros. La colonia industrial formaba un sistema cerrado que se expresa arquitectónicamente por estar aislado del exterior por murallas y cercas donde convergían y se fusionaban: la fábrica, el lugar de trabajo con todas sus instalaciones y la colonia con todos sus servicios, donde coexisten obreros, empleados y patrones con sus respectivas familias.
Fue hasta 1901, el 27 de octubre, cuando es inaugurado el puente sobre el Río Grande de Santiago para unir los pueblos de Juanacatlán y El Salto, este puente se construyó gracias a uno de los grandes benefactores que ha tenido el municipio de Juanacatlán, el Pbro. Vicente Michel Vizcaíno.

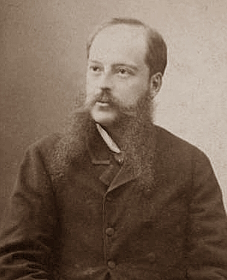
Francisco Martínez Negrete y Alba

En 1904 se declara en quiebra la fábrica textil “Río Grande” de don Francisco Martínez Negrete Alba. La deuda contraída con el Banco de Jalisco para la construcción de la fábrica empezó a ser una carga, para 1905 es rematada a los franceses Cuzin, Fortoul, Bec, Lebré y Brun dueños de casas comerciales como París Londres, las Fábricas de Francia y El Nuevo Mundo, estos compradores impulsarían la industria textilera en El Salto.
El 20 de octubre de 1905, doña Dolores Martínez Negrete de Bermejillo, regala la imagen de la Madre Admirable que tenía en la capilla de la hacienda de “La Azucena” a los habitantes de El Salto a fin de que por representar a la Virgen joven hilando, fuera Patrona de los hilanderos. La Madre Admirable fue trasladada a El Salto donde los obreros de la fábrica de "Río Grande" comenzaron a llamarla “La Virgen Hilandera” y a tributarle honores reconociéndola como su especial Abogada y Protectora. Dicha imagen fue hecha en Francia. Se le tiene en gran veneración y está colocada en el centro del Altar Mayor de la Iglesia Parroquial de El Salto.
El 25 de septiembre de 1928 se forma el Ejido de “Jesús María” (El Salto), con 458 Hectáreas, afectando terrenos de la hacienda de Jesús María, la hacienda de Zapotlanejo y la hacienda de "La Azucena", según decreto del 4 de agosto de 1928, por el presidente de la República Plutarco Elías Calles. Siendo el presidente del Ejido, el Señor Juan Chávez.
Hasta 1943 El Salto llevó el nombre de El Salto de Juanacatlán. el 22 de diciembre de dicho año mediante el Decreto 4927 del Congreso del Estado, se eleva a la categoría de municipalidad la actual Delegación de El Salto, perteneciente al Municipio de Juanacatlán. El nombre del nuevo Municipio así como el de su cabecera, será El Salto”.
Hacia 1967 con el establecimiento de grandes empresas en la zona industrial, la modernización en la vialidad hacia el Aeropuerto Internacional de Guadalajara y el surgimiento de nuevos complejos residenciales por el rumbo, El Salto renovó su importancia y proyección. En dicho año se instala el primer Parque Industrial de Guadalajara, con el objetivo de desconcentrar fábricas ubicadas en las zonas metropolitanas del país, principalmente de la Ciudad de México y Guadalajara, considerando que El Salto podría ser una opción por el antecedente industrial obtenido décadas atrás y porque podría aprovechar las ventajas al estar cerca de Guadalajara.
A principios del año 1979 se inicia la lotificación y la promoción en el “Fraccionamiento Industrial El Salto”. Entre 1980 y 1982, 38 empresas adquieren un gran número de hectáreas de terrenos, cuyos planes de inversión también ascendieron. En 1985, se habían instalado ya gran parte de las empresas en este núcleo y muchas más en las cercanías, hasta llegar a la cifra de un total de 62 industrias.

## Contaminación
El municipio de El Salto está asentado a las orillas del río Grande de Santiago, uno de los más extensos y contaminados del país. Sus aguas están cargadas de desechos de las grandes fábricas del corredor industrial y provenientes de la Zona Metropolitana de Guadalajara.
La construcción del muro de retención en la parte superior de la cascada, que era utilizado para canalizar el agua para la planta hidroeléctrica, conserva el agua contaminada que termina por estancarse, reteniendo lodos tóxicos y convirtiéndose en foco de infección y de enjambres de mosquitos que atacan a la población y transmiten enfermedades. La pestilencia del agua y su alto índice de contaminantes termina afectando de manera torrencial la salud de los habitantes, ya que se puede decir que en El Salto no hay ni agua ni aire limpio, afectando de igual forma la flora, fauna y fertilidad del lugar.
Entre las principales afectaciones a la salud que se presentan en el municipio están: malformaciones congénitas, abortos, alergias, infecciones respiratorias, asma bronquial, leucemias, linfomas, insuficiencia renal, urticaria, conjuntivitis, vértigo, cefalea crónica,entre otras.

## Economía

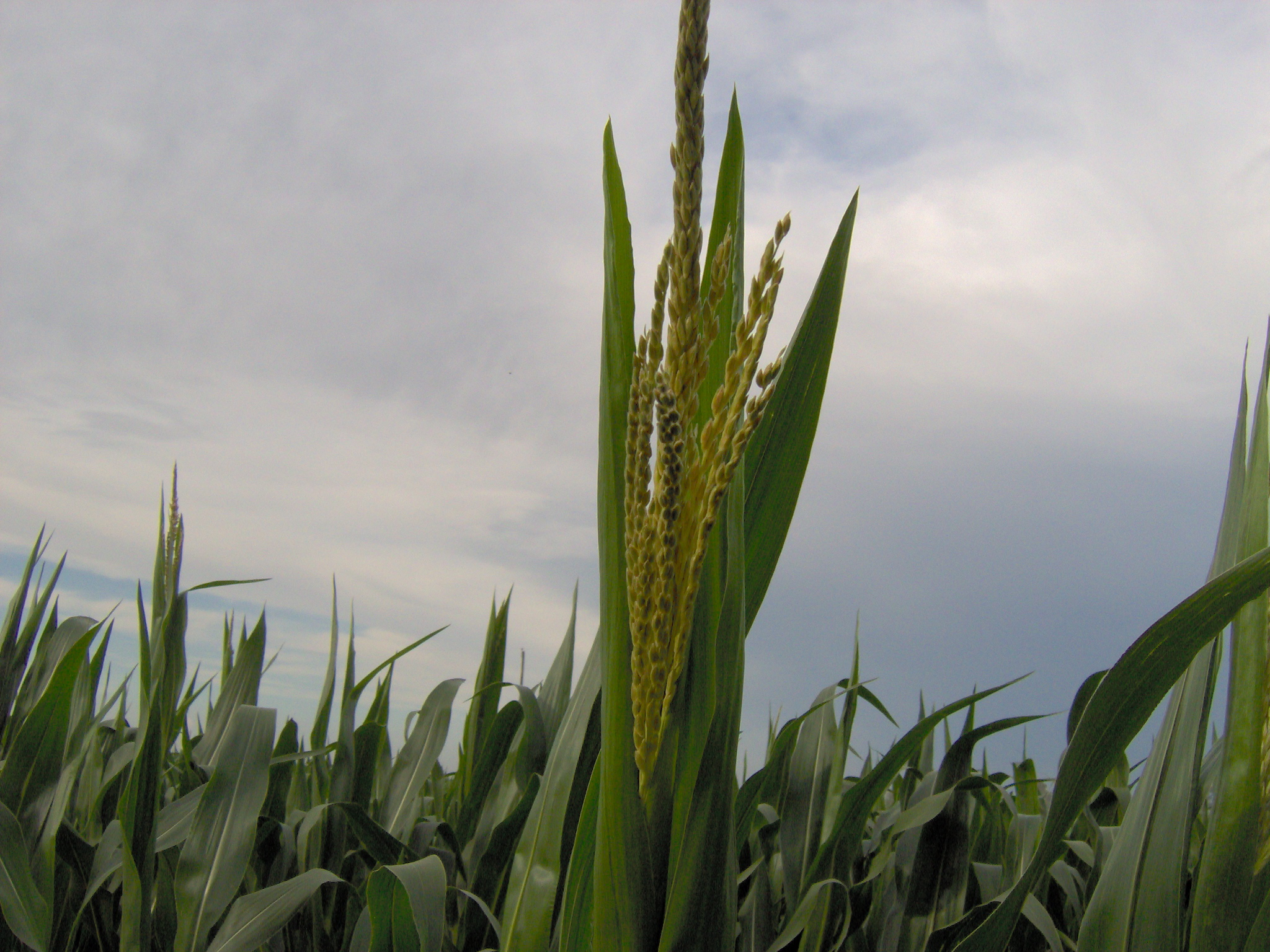
Se cultiva maíz en el municipio.

El 1.81 % de los habitantes se dedica al sector primario, el 53.56 % al sector secundario, el 39,59 % al sector terciario y el resto no se específica. El 35.29 % de la población se encuentra económicamente activa. Las principales actividades económicas son: industria y servicios.
- Ganadería: Se cría ganado bovino, equino, caprino y porcino. Además de colmenas y aves.
- Agricultura: Destacan el maíz, sorgo, trigo y avena.
- Comercio: Predominan los establecimientos dedicados a la venta de productos de primera necesidad y los comercios mixtos que venden artículos diversos. Además cuenta con supermercados Bodega Aurrera y Bodega Aurrera Express, ambos de Walmart de México y Centroamérica.
- Industria: Las principales ramas son la industria hulera, alimentaria, petroquímica, acero, textil, la construcción y la tecnológica que se encuentran ubicadas en el "Corredor Industrial del Salto", donde tienen operaciones grandes industrias tales como Honda, Hella, Yakult, IBM y Sanmina.
- Servicios: Se prestan servicios financieros, profesionales, técnicos, comunales, sociales, personales, turísticos y de mantenimiento.
- Pesca: Se llevaba a cabo en las presas de Las Pintas y el Ahogado (ya contaminada) capturándose la carpa, charal y bagre en pequeña escala y para consumo local, también se cuenta con el centro piscícola de Las Pintas cultivando la tilapia.
- Turismo: Destacan las antiguas plantas Hidroeléctrica y Textil a las orillas del río Santiago y la cascada de El Salto de Juanacatlán.

## Educación
El 93.79 % de la población es alfabeta, de los cuales el 28.27 % ha terminado la educación primaria. El municipio cuenta con 23 preescolares, 38 primarias, 13 secundarias, 3 bachillerato, y 2 centros de capacitación para el trabajo.
Cuenta con una biblioteca, localizada en su cabecera municipal además de una casa de la cultura.

## Salud
La atención a la salud es atendida por la Secretaría de Salud, el Instituto Mexicano del Seguro Social, y por médicos particulares. El Sistema para el Desarrollo Integral de la Familia (DIF) se encarga del bienestar social. Cuenta con 6 casas de salud, 1 módulo y 5 unidades de salud.

## Deporte
La ciudad cuenta con centros deportivos que tienen en su conjunto instalaciones adecuadas para llevar a cabo diversos deportes como fútbol, voleibol, basquetbol y juegos infantiles. Además posee centros culturales, plaza, parques, jardines, biblioteca, centro social, teatro, cine, centros nocturnos, y centros recreativos.

## Infraestructura
- Servicios

La ciudad cuenta con servicios de agua potable, energía eléctrica, alcantarillado, alumbrado público, mercado, rastro, cementerios, vialidad, aseo público, seguridad pública y tránsito, parques, cementerio, jardines, centros recreativos y deportivos.
En cuanto a los servicios básicos, el 74.7 % de los habitantes disponen de agua potable, el 84.1 % de alcantarillado y el 97.9 % de energía eléctrica.

## Medios y vías de comunicación
Cuenta con correo, teléfono, servicio de radiotelefonía, telégrafo, fax, señal de radio, televisión, internet y celular. El transporte interurbano se efectúa a través de la carretera Guadalajara-Chapala. Cuenta con una red de caminos rurales que comunican las localidades. Hay autobuses públicos y vehículos de alquiler.
El transporte aéreo se realiza a través del Aeropuerto Internacional de Guadalajara, el cual se encuentra a escasa distancia, en el municipio de Tlajomulco de Zúñiga.

## Demografía
De acuerdo con el Censo de Población y Vivienda realizado en marzo de 2020 por el Instituto Nacional de Estadística y Geografía (INEGI), la ciudad de El Salto tenía alrededor de 27 876 habitantes, siendo 13 982 mujeres y 13 894 hombres.
El Salto tiene un índice de fecundidad de 2.12 hijos por mujer; hay un grado promedio de escolaridad de 9.81 años; el 10.75 % de la ciudad proviene de fuera de Jalisco.

### Viviendas
En el censo de 2020 había un total de 10 677 viviendas, de las cuales 10 673 eran particulares, de las viviendas particulares 7883 estaban habitadas, mientras que de las viviendas particulares habitadas, 7857 disponían de energía eléctrica, 7814 disponían de escusado o sanitario, y 7 833 disponían de drenaje.

### Evolución demográfica
| Gráfica de evolución de El Salto entre 1910 y 2020    |
|                                                       |
| Fuente: Instituto Nacional de Estadística y Geografía |

## Gastronomía

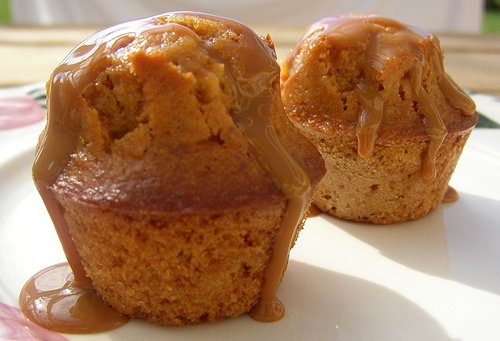
Los dulces de leche forman parte de la gastronomía del municipio.

Destaca el pozole y el menudo; y de sus dulces, los dulces de leche.

## Sitios de interés
| Arquitectura - Fábrica textil. - Primera planta hidroeléctrica de México. - Pilas de agua. - Barranca de El Salto. - Cerro de la Cruz. | - Parroquia Madre Admirable en El Salto. - Parroquia La Santa Cruz en El Salto. - Templo del Corazón de Jesús. - La ExHacienda de El Castillo. - Puente Salto-Juanacatlán 1901. | Caídas de agua - El Salto de Juanacatlán. - Río venenoso. | Parques y reservas - Cactus del cerrito. - Barranca (Río Santiago). - Bosque del saucillo. - Papantón. |

## Música
En El Salto, Jalisco, se ha caracterizado por albergar grupos musicales con mucha popularidad, ya sea dentro y fuera del municipio, como lo son:
Bandas
- La Dominante Banda El Cerrito
- Banda Estrella Juvenil
- Banda Los Chicos Tambora
- Banda Los Rosalitos

Grupos
- Grupo Renovación Latina
- Grupo Tropical Latino
- Grupo Ritmo Latino
- Latín Monkey
- The Cierto

## Fiestas y tradiciones
Fiestas civiles
- Aniversario de la Independencia de México: 16 de septiembre.
- Aniversario de la Revolución mexicana: El 20 de noviembre.

Fiestas religiosas
- Semana Santa: Jueves y Viernes Santo.
- Fiesta en honor de la Virgen Madre Admirable en El Salto: del 12 de octubre al 20 de octubre.
- Fiestas en honor a La Santa Cruz de la Parroquia La Santa Cruz en El Salto: del 25 de abril al 3 de mayo.
- Fiestas en honor de san Isidro Labrador, en las Pintas: Del 7 al 15 de mayo.
- Fiestas en honor de san José, en San José del Castillo: Del 11 al 19 de marzo.

## Personas destacadas
Algunos personajes ilustres de El Salto son
- José de Jesús Muñoz Limón: abogado y gobernador del estado de Jalisco.
- Mike Laure: cantautor, compositor y actor.
- Concepción Becerra de Celis: profesora y directora de la Escuela Normal de Jalisco.
- Pedro Valadez "Peyul": activista e impulsor de la igualdad de género.
- Leopoldo Zúñiga Angulo: humanista y cronista no oficial de El Salto.
- Manuel Salas Mercado: cronista municipal de El Salto.
- Ventura Herrera Montoya “Don Ventu”: obrero textil, comerciante y fotógrafo del pueblo.

### Grupos activistas
Colectivo Precaución, un grupo de ciudadanos con iniciativa al cambio. Creado en enero de 2011, pretende que con la promoción de la cultura y las artes mejore la calidad de vida de los habitantes saltenses, y que los ciudadanos demuestren sus aptitudes, sus ganas de vivir en un entorno mejor, su fuerza para enfrentar problemas sociales y deseos de contribuir a la formación de la identidad del municipio.

## Crisis política en 2012
El municipio de El Salto sufrió una gran polarización a causa de las elecciones municipales del 1 de julio de 2012, donde los habitantes acusaron de caciques a un candidato y a su familia. El candidato Joel González Díaz fue criticado porque desde 2007 él y su hermano Gerardo González mandaron matar a Martín Ruvalcaba y se pasaban uno al otro la alcaldía del municipio, Joel González Díaz en 2012 registró por segunda ocasión su candidatura a presidente municipal.
Múltiples denuncias de abuso de autoridad, prepotencia y maltrato fueron hechas por los candidatos opositores, pero estas en ningún momento pudieron frenar la candidatura de Joel González Díaz, fue cuando se consolidó un grupo de oposición, de varios sectores de la oposición. Su fin fue impedir que Joel González Díaz asumiera nuevamente la presidencia municipal.
Pese a todo el resultado de las elecciones municipales fue el siguiente:
- Partido Revolucionario Institucional Partido Verde Ecologista de México 22 143 votos.
- Partido Acción Nacional 19 393 votos.
- Movimiento Ciudadano (partido político) Partido del Trabajo (México) 11 070 votos.

Pese a impugnaciones, y la marcha del 2 de julio que congregó a diez mil opositores frente al Tribunal del Estado, dictó su sentencia a favor de Joel González Díaz por lo que fue legitimado ya que en realidad no fueron más de quinientos los manifestantes.[cita requerida]

## Gobierno

### Presidentes municipales
| Período               | Presidente municipal          | Partido político | Notas                                    |
| --------------------- | ----------------------------- | ---------------- | ---------------------------------------- |
| 1983-1985             | J. Jesús López Salcido        | PRI              |                                          |
| 1985                  | Ángel Jiménez Barragán        | PRI              |                                          |
| 1986-1988             | Olivia Orozco Torres          | PRI              |                                          |
| 1989-1992             | Abel Palomares Gutiérrez      | PRI              |                                          |
| 1992-1995             | José de Jesús Martínez Ponce  | PRI              |                                          |
| 1995-1997             | Carlos Dueñas Lomelí          | PAN              |                                          |
| 1998-2000             | José de Jesús Romo Huerta     | PRI              |                                          |
| 2001-2003             | José de Jesús González Cuevas | PAN              |                                          |
| 2004-2006             | Bertha Alicia Moreno Álvarez  | PAN              |                                          |
| 2007-2009             | Joel González Díaz            | PRI              |                                          |
| 2009                  | José Alberto Contreras Díaz   | PRI              | Interino                                 |
| 2010-2012             | Gerardo González Díaz         | PRI Panal        |                                          |
| 2012-2015             | Joel González Díaz            | PRI PVEM         |                                          |
| 2015-2018             | Marcos Godínez Montes         | PRI              |                                          |
| 01/10/2018-28/02/2021 | Ricardo Zaid Santillán Cortés | PAN PRD MC       | Pidió licencia para buscar la reelección |
| 01/03/2021-2021       | Guadalupe Torres Olide        | PAN PRD MC       | Interina                                 |
| 2021-                 | Ricardo Zaid Santillán Cortés | MC               | Fue reelegido el 06/06/2021              |